# アンドレアス・シュッツ

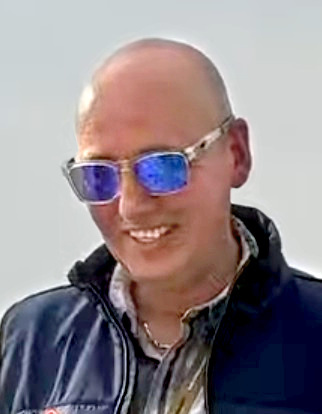
Andreas Schütz (2023)

アンドレアス・シュッツ（Andreas Schutz、1968年2月19日 - ）は、香港ジョッキークラブに所属する調教師。ドイツ出身。
代々続く調教師の家系の生まれで、アンドレアスで4代目となる。父のブルーノ・シュッツもかつて調教師でありドイチェスダービーを4勝するなど名調教師であった。

## 来歴
調教師になる前はドイツでアマチュアの騎手として、1984年から1987年にかけてドイツアマチュア首位騎手になるなど活躍。5年間父のもとで助手を務め、1998年に父の厩舎を引き継ぐ形で調教師として開業した。同年、ロベルティコでドイチェスダービーを制し、G1初制覇をダービーで果たす。また、ジャパンカップへ出走するカイタノとともに初めて日本へ遠征した（結果は11着）。
2002年から2004年には、ドイチェスダービーとディアナ賞（ドイツオークス）でともに3連覇を達成。2006年までにリーディングトレーナーを4度獲得、通算650勝以上を挙げ、G1競走16勝を含む重賞競走80勝以上の成績を残した。
2006年 / 2007年シーズンより香港ジョッキークラブの調教師となり、2007年のチェアマンズトロフィーをグッドババが制して、管理馬が香港での重賞競走初勝利を挙げた。グッドババは同年の香港マイルも制し、香港でのG1競走初勝利ももたらした。

## おもな勝鞍

### ドイツ
- ディアナ賞（1998年Elle Danzig、1999年Flamingo Road、2002年Salve Regina、2003年Next Gina、2004年Amarette）
- ドイチェスダービー（1998年Robertico、2000年Samum、2002年Next Desert、2003年Dai Jin、2004年Shirocco）
- バーデン大賞（2000年Samum）

### ドイツ以外
- ジョッキークラブ大賞（2004年Shirocco）
- チャンピオンズマイル（2008年Good Ba Ba）
- 香港マイル（2007年・2008年Good Ba Ba）